# Kevin Álvarez (meksykański piłkarz)
Kevin Nahin Álvarez Campos (ur. 15 stycznia 1999 w Colimie) – meksykański piłkarz występujący na pozycji prawego obrońcy, reprezentant Meksyku, od 2023 roku zawodnik Amériki.